# ريتشارد غلوفر
ريتشارد غلوفر (بالإنجليزية: Richard Glover)‏ هو مقدم برامج إذاعية أسترالي، ولد في 13 يوليو 1958 في أستراليا.

## وصلات خارجية
- الموقع الرسمي